# Parco regionale del Corno alle Scale
Il parco regionale del Corno alle Scale è un'area naturale protetta dell'Emilia-Romagna istituita nel 1988.
Occupa una superficie di 4974 ha sul Corno alle Scale nella provincia di Bologna.
All'interno del parco si trova il sito di interesse comunitario denominato  Corno alle Scale (IT4050002), che copre una superficie leggermente inferiore (4582 ettari) rispetto all'intera area protetta.

## Territorio
Il parco regionale prevede una "zona di pre-parco" e tra le aree vere e proprie del parco una suddivisione in tre zone:
- "Zona A di protezione integrale "
- "Zona B di protezione generale"
- "Zona C di protezione e riqualificazione ambientale finalizzata alla fruizione turistica"

## Flora
Il territorio del parco è quasi interamente ricoperto di boschi. Sotto i 1000 m si incontrano le ultime propaggini dei querceti collinari, boschi misti in cui le querce (roverella, rovere, cerro) si mescolano a carpino nero, orniello, olmo campestre, ciliegio, castagno, nocciolo, acero e numerosi arbusti. In prossimità degli abitati il bosco è stato da tempo sostituito con castagneti da frutto.
Al di sopra dei 1000 m, il faggio si sviluppa limitatamente ai versanti più freschi e umidi, ma ben presto si afferma con tutta la sua eleganza divenendo la specie arborea più diffusa. Spingendosi fino ai 1600-1700 m d'altitudine segna il limite superiore della vegetazione arborea,qui è forte la presenza di foreste di abeti. Ancora più su, sui versanti più inclinati e rocciosi, si trova solamente la prateria di alta quota. Tipiche di questi luoghi sono le piante di lamponi, more, mirtilli. Fino ad alta quota si possono trovare le carline.

## Fauna

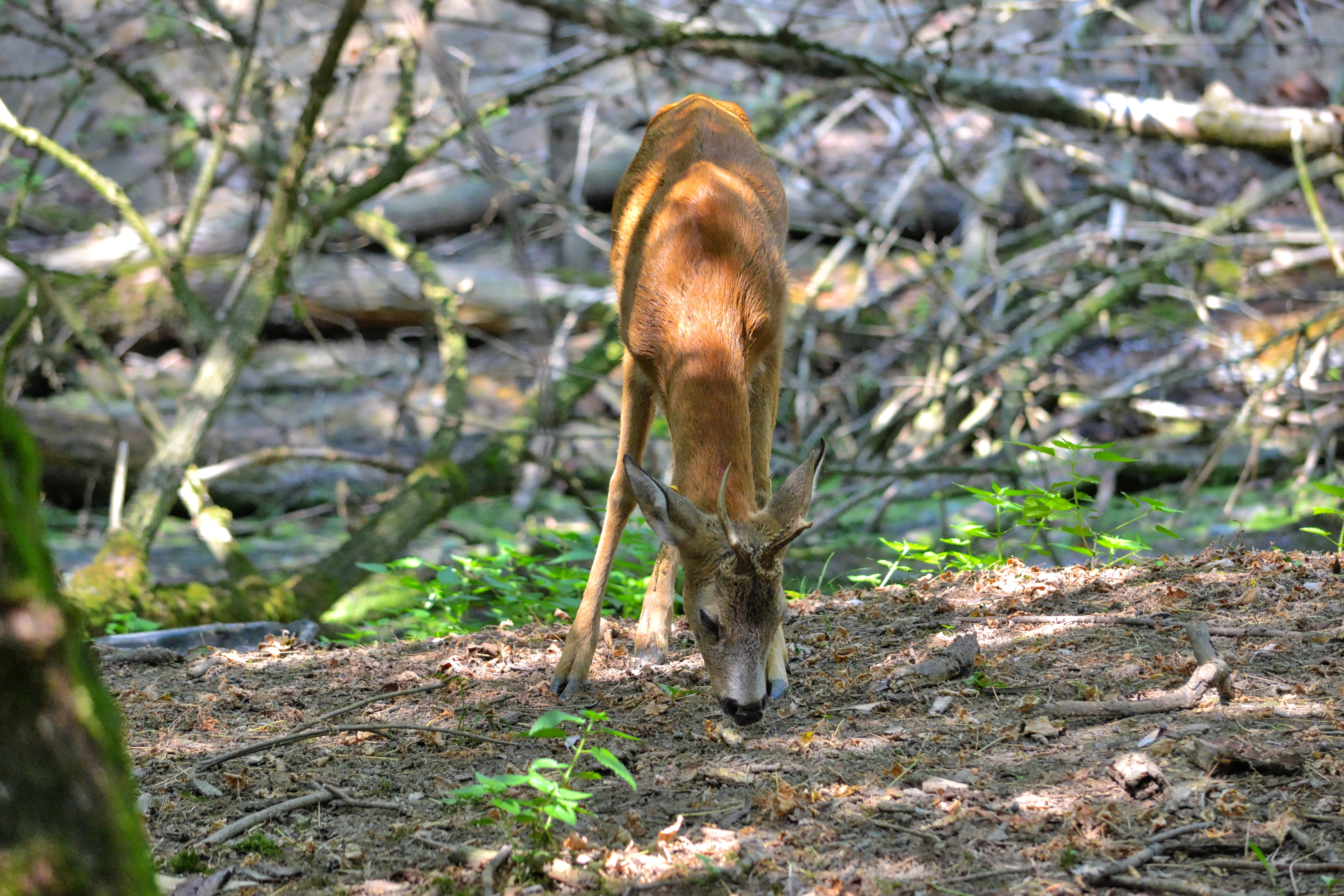
Il capriolo, animale simbolo del Parco.

L'animale simbolo del parco è il capriolo che condivide il bosco con daini, cinghiali, cervi e mufloni. Questi ultimi  sono frutto di introduzioni nell'Appennino pistoiese, negli anni '50.
Nelle praterie in quota si trovano le marmotte che, assieme ad altri piccoli roditori, favoriscono la presenza dell'aquila e della poiana. 

Le estese superfici boscose e i numerosi ungulati presenti, rendono il parco l'habitat ideale per il lupo che da qualche anno è tornato ad abitare l'Appennino bolognese.
Nelle acque del Dardagna, che scorre lungo il parco, si trovano numerose varietà di pesci tipici di acque pulite e fredde come la trota fario, il salmerino ed il vairone.

## Punti di interesse

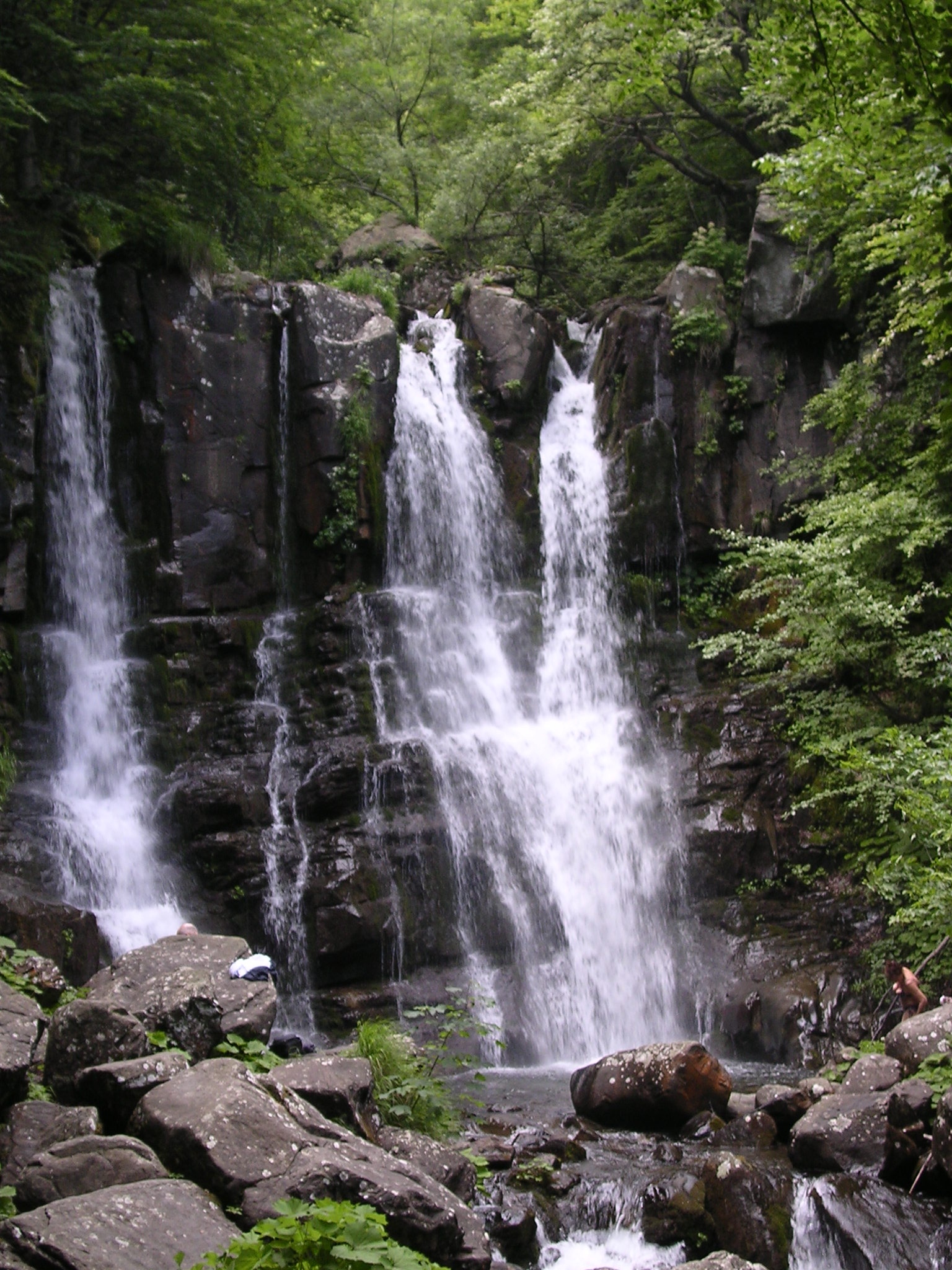
Le Cascate del Dardagna

- Monte Corno alle Scale
- Lago Scaffaiolo
- Cascate del Dardagna
- Monte Grande
- Monte Belvedere
- Monte Cornaccio

## Strutture ricettive

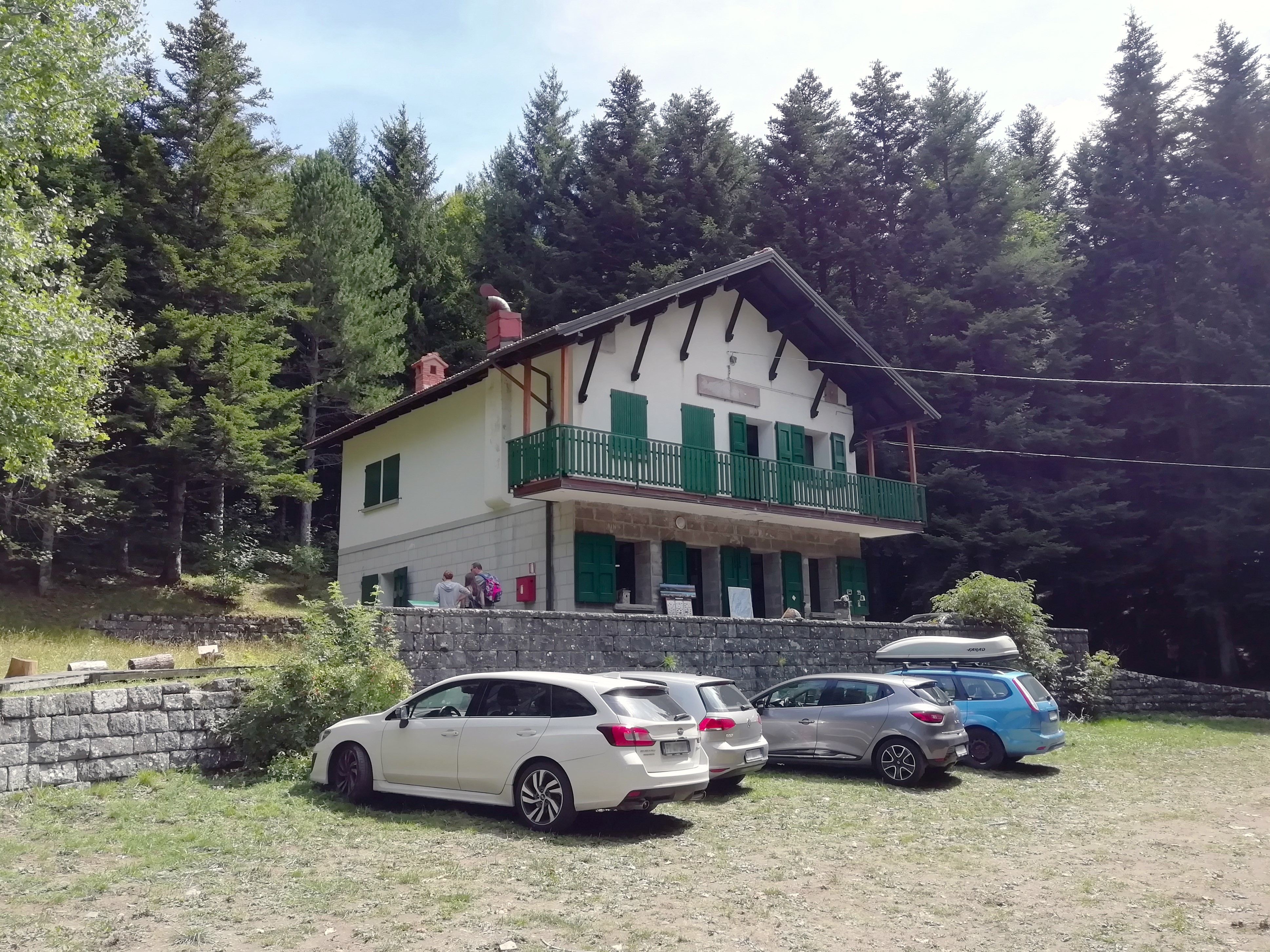
Centro visite di Pian d'Ivo

- Centro visite di Pian d'Ivo, in località  Madonna dell'Acero [3]